# Янка Танева
Янка Делчева Иванова, известна като Янка Танева, е българска народна певица, контраалт, изпълнителка от Тракийската фолклорна област в Държавния ансамбъл на Филип Кутев. Изпълнила е най-ниските партии на известни народни песни като „Лале ли си, зюмбюл ли си“, „Полегнала е Тодора“, „Мене ли любиш любе“, „Велина буля думаше“ и други. През 2018 година е удостоена със званието „Почетен гражданин на град Поморие“.

## Биография
Янка Танева е родена на 18 септември 1927 г. в Каблешково, община Поморие. Започва да пее още в детска възраст.
През 1951 година композиторът Филип Кутев открива таланта ѝ и я кани за солистка в Държавния ансамбъл. Участва в редица фестивали и турнета в страната и чужбина. Прави многобройни записи в Българското национално радио.
На 27-годишна възраст остава вдовица и сама отглежда двете си деца, Иванка и Юри. Въпреки това не спира с певческата си кариера.
Освен в Държавния ансамбъл, Янка Танева е пяла и в хоровите формации „Големите български гласове“, „Ангелите“ и „Космически гласове“.
Янка Танева е носителка на ордени „Кирил и Методий“ III и I степен.
През 2018 година Общинският съвет на Поморие в свое решение №804/03.04.2018 г. по предложение на инициативен комитет към Клуб на пенсионера „Единство“ – град Каблешково, избира Янка Танева за почетен гражданин. Почетният плакет ѝ е връчен на празника на Поморие – Гергьовден, 6 май 2018.
Умира на 28 март 2019 година в София.